# Utetes aemulus
Utetes aemulus är en stekelart som först beskrevs av Alexander Henry Haliday 1837.  Utetes aemulus ingår i släktet Utetes och familjen bracksteklar. Arten är reproducerande i Sverige. Inga underarter finns listade i Catalogue of Life.